# Cymbopetalum penduliflorum
Cymbopetalum penduliflorum là loài thực vật có hoa thuộc họ Na. Loài này được (Dunal) Baill. mô tả khoa học đầu tiên năm 1868.